# Sponville
Sponville is een gemeente in het Franse departement Meurthe-et-Moselle (regio Grand Est) en telt 115 inwoners (2009).
De gemeente maakt deel uit van het arrondissement Briey en sinds 22 maart 2015 van het op die dag opgerichte kanton Jarny. Daarvoor hoorde het bij het kanton Chambley-Bussières, dat toen opgeheven werd.

## Geografie
De oppervlakte van Sponville bedraagt 7,0 km², de bevolkingsdichtheid is dus 16,4 inwoners per km².
De onderstaande kaart toont de ligging van Sponville met de belangrijkste infrastructuur en aangrenzende gemeenten.

## Demografie
Onderstaande figuur toont het verloop van het inwonertal (bron: INSEE-tellingen).